# Comus
Comus là một xã trong vùng Occitanie, thuộc tỉnh Aude, quận Limoux, tổng Belcaire. Tọa độ địa lý của xã là 42° 48' vĩ độ bắc, 01° 53' kinh độ đông. Comus nằm trên độ cao trung bình là 1117,5 mét trên mực nước biển, có điểm thấp nhất là 612 mét và điểm cao nhất là 1623 mét. Xã có diện tích 14,07 km², dân số vào thời điểm 1999 là 39 người; mật độ dân số là 2,65 người/km².

## Thông tin nhân khẩu
| 1962 | 1968 | 1975 | 1982 | 1990 | 1999 |
| ---- | ---- | ---- | ---- | ---- | ---- |
| 97   | 127  | 96   | 67   | 46   | 39   |

## Nhân vật nổi tiếng
- Aimé Sarda (sinh 1918), nhà sử học